# Achatocarpus oaxacanus
Achatocarpus oaxacanus är en tvåhjärtbladig växtart som beskrevs av Paul Carpenter Standley. Achatocarpus oaxacanus ingår i släktet Achatocarpus och familjen Achatocarpaceae. Inga underarter finns listade i Catalogue of Life.